# Odontopyge dimidiatiformis
Odontopyge dimidiatiformis är en mångfotingart som beskrevs av Carl Oscar von Porat 1893. Odontopyge dimidiatiformis ingår i släktet Odontopyge och familjen Odontopygidae. Inga underarter finns listade i Catalogue of Life.